# Guille Rosas
Guillermo Rosas Alonso (Gijón, 17 de mayo de 2000), más conocido como Guille Rosas, es un futbolista español que juega de defensa en el Real Sporting de Gijón de la Segunda División de España.

## Trayectoria
Guille Rosas comenzó su carrera en el Real Sporting de Gijon "B" en 2019, después de haber llegado años atrás al club gijonés procedente del Xeitosa. El 16 de noviembre de 2019 debutó en Segunda División B, en un partido frente al Real Club Celta de Vigo "B".
El 11 de octubre de 2020 debutó con el primer equipo del Real Sporting, en el derbi asturiano frente al Real Oviedo en Segunda División. En enero de 2021 se incorporó a la plantilla del primer equipo.

## Clubes
| Club                  | País   | Año       | Liga | Partidos | Goles |
| --------------------- | ------ | --------- | ---- | -------- | ----- |
| Sporting de Gijón "B" | España | 2019-2021 | 2ªB  | 13       | 2     |
| Sporting de Gijón     | España | 2021-     | 2ª   | 153      | 4     |